# Olympische Sommerspiele 1972/Teilnehmer (Polen)
| Gelbes Symbol für Goldmedaillen mit stilisierten Olympischen Ringen | Graues Symbol für Silbermedaillen mit stilisierten Olympischen Ringen | Braundes Symbol für Bronzemedaillen mit stilisierten Olympischen Ringen |
| ------------------------------------------------------------------- | --------------------------------------------------------------------- | ----------------------------------------------------------------------- |
| 7                                                                   | 5                                                                     | 9                                                                       |

Polen nahm an den Olympischen Sommerspielen 1972 in München mit einer Delegation von 290 Athleten (252 Männer und 38 Frauen) an 150 Wettkämpfen in 22 Sportarten teil. Fahnenträger bei der Eröffnungsfeier war der Gewichtheber Waldemar Baszanowski.

## Teilnehmer nach Sportarten

### Basketball
Männer
- 10. Platz

- Kader
Ryszard Białowąs
Janusz Cegliński
Jan Dolczewski
Eugeniusz Durejko
Andrzej Kasprzak
Grzegorz Korcz
Waldemar Kozak
Piotr Langosz
Franciszek Niemiec
Andrzej Pasiorowski
Andrzej Seweryn
Mieczysław Łopatka

### Bogenschießen
| Männer - Tomasz Leżański Einzel: 46. Platz | Frauen - Irena Szydłowska Einzel: Silber - Maria Mączyńska Einzel: 6. Platz - Jadwiga Szosler-Wilejto Einzel: 18. Platz |

### Boxen
Männer
- Roman Rożek
Halbfliegengewicht: 1. Runde

- Leszek Błażyński
Fliegengewicht: Bronze

- Józef Reszpondek
Bantamgewicht: 1. Runde

- Ryszard Tomczyk
Federgewicht: Achtelfinale

- Jan Szczepański
Leichtgewicht: Gold

- Krzysztof Pierwieniecki
Halbweltergewicht: 1. Runde

- Alfons Stawski
Weltergewicht: 2. Runde

- Wiesław Rudkowski
Halbmittelgewicht: Silber

- Witold Stachurski
Mittelgewicht: Viertelfinale

- Janusz Gortat
Halbschwergewicht: Bronze

- Ludwik Denderys
Schwergewicht: 1. Runde

### Fechten
| Männer - Witold Woyda Florett, Einzel: Gold Florett, Mannschaft: Gold - Marek Dąbrowski Florett, Einzel: 6. Platz Florett, Mannschaft: Gold - Lech Koziejowski Florett, Einzel: Halbfinale Florett, Mannschaft: Gold - Arkadiusz Godel Florett, Mannschaft: Gold - Jerzy Kaczmarek Florett, Mannschaft: Gold - Jerzy Janikowski Degen, Einzel: Halbfinale Degen, Mannschaft: 6. Platz - Bogdan Gonsior Degen, Einzel: Viertelfinale Degen, Mannschaft: 6. Platz - Henryk Nielaba Degen, Einzel: Viertelfinale Degen, Mannschaft: 6. Platz - Bohdan Andrzejewski Degen, Mannschaft: 6. Platz - Kazimierz Barburski Degen, Mannschaft: 6. Platz - Jerzy Pawłowski Säbel, Einzel: Halbfinale Säbel, Mannschaft: 5. Platz - Józef Nowara Säbel, Einzel: Viertelfinale Säbel, Mannschaft: 5. Platz - Janusz Majewski Säbel, Einzel: Viertelfinale Säbel, Mannschaft: 5. Platz - Krzysztof Grzegorek Säbel, Mannschaft: 5. Platz - Zygmunt Kawecki Säbel, Mannschaft: 5. Platz | Frauen - Elżbieta Franke Florett, Einzel: Viertelfinale Florett, Mannschaft: 7. Platz - Halina Balon Florett, Einzel: Viertelfinale Florett, Mannschaft: 7. Platz - Kamilla Składanowska Florett, Einzel: Vorrunde Florett, Mannschaft: 7. Platz - Jolanta Bebel-Rzymowska Florett, Mannschaft: 7. Platz - Krystyna Machnicka-Urbańska Florett, Mannschaft: 7. Platz |

### Fußball
Männer
- Gold

- Kader
  - Tor

1 Hubert Kostka
18 Marian Szeja
  - Abwehr

2 Antoni Szymanowski
3 Jerzy Gorgoń
4 Zygmunt Anczok
13 Jerzy Kraska
14 Marian Ostafiński
19 Zbigniew Gut
  - Mittelfeld

5 Lesław Ćmikiewicz
6 Zygmunt Maszczyk
7 Ryszard Szymczak
8 Zygfryd Szołtysik
9 Kazimierz Deyna
17 Andrzej Jarosik
  - Sturm

10 Włodzimierz Lubański
11 Robert Gadocha
12 Kazimierz Kmiecik
15 Grzegorz Lato
16 Joachim Marx

### Gewichtheben
Männer
- Zygmunt Smalcerz
Fliegengewicht: Gold

- Waldemar Korcz
Fliegengewicht: DNF

- Henryk Trębicki
Bantamgewicht: 4. Platz

- Grzegorz Cziura
Bantamgewicht: DNF

- Mieczysław Nowak
Federgewicht: 7. Platz

- Jan Wojnowski
Federgewicht: DNF

- Zbigniew Kaczmarek
Leichtgewicht: Bronze

- Waldemar Baszanowski
Leichtgewicht: 4. Platz

- Norbert Ozimek
Leichtschwergewicht: Silber

### Handball
Männer
- 10. Platz

- Kader
Zdzisław Antczak
Zbigniew Dybol
Franciszek Gąsior
Jan Gmyrek
Bogdan Kowalczyk
Zygfryd Kuchta
Andrzej Lech
Jerzy Melcer
Helmut Pniociński
Henryk Rozmiarek
Andrzej Sokołowski
Engelbert Szolc
Andrzej Szymczak
Włodzimierz Wachowicz
Robert Zawada

### Hockey
Männer
- 11. Platz

- Kader
Jerzy Choroba
Aleksander Ciążyński
Bolesław Czaiński
Jerzy Czajka
Henryk Grotowski
Zbigniew Juszczak
Stanisław Kasprzyk
Stanisław Kaźmierczak
Marek Kruś
Włodzimierz Matuszyński
Stefan Otulakowski
Ryszard Twardowski
Stefan Wegnerski
Aleksander Wrona
Józef Wybieralski
Witold Ziaja
Zbigniew Łój

### Judo
Männer
- Marian Tałaj
Leichtgewicht: 11. Platz

- Antoni Zajkowski
Halbmittelgewicht: Silber

- Adam Adamczyk
Mittelgewicht: 19. Platz

- Włodzimierz Lewin
Halbschwergewicht: 9. Platz

### Kanu
| Männer - Grzegorz Śledziewski Kajak-Einer, 1000 Meter: 8. Platz - Rafał Piszcz & Władysław Szuszkiewicz Kajak-Zweier, 1000 Meter: Bronze - Jerzy Dziadkowiec, Andrzej Matysiak, Zbigniew Niewiadomski & Zdzisław Tomyślak Kajak-Vierer, 1000 Meter: Halbfinale - Jerzy Stanuch Kajak-Einer, Slalom: 14. Platz - Wojciech Gawroński Kajak-Einer, Slalom: 23. Platz - Jerzy Opara Canadier-Einer, 1000 Meter: 9. Platz - Andrzej Gronowicz & Jan Żukowski Canadier-Zweier, 1000 Meter: Halbfinale - Jan Frączek & Ryszard Seruga Canadier-Zweier, Slalom: 5. Platz - Jerzy Jeż & Wojciech Kudlik Canadier-Zweier, Slalom: 13. Platz - Zbigniew Leśniak & Maciej Rychta Canadier-Zweier, Slalom: 17. Platz | Frauen - Stanisława Szydłowska Kajak-Einer, 500 Meter: Halbfinale - Izabella Antonowicz-Szuszkiewicz & Ewa Grajkowska-Stańko Kajak-Zweier, 500 Meter: 6. Platz - Maria Ćwiertniewicz Kajak-Einer, Slalom: 4. Platz - Kunegunda Godawska-Olchawa Kajak-Einer, Slalom: 5. Platz |

### Leichtathletik
| Männer - Andrzej Badeński 400 Meter: Halbfinale 4 × 400 Meter: 5. Platz - Jan Balachowski 4 × 400 Meter: 5. Platz - Wojciech Buciarski Stabhochsprung: 10. Platz - Tadeusz Cuch 100 Meter: Vorläufe 4 × 100 Meter: 6. Platz - Grzegorz Cybulski Weitsprung: 12. Platz - Jerzy Czerbniak 4 × 100 Meter: 6. Platz - Jerzy Homziuk Weitsprung: 20. Platz in der Qualifikation - Tadeusz Janczenko Zehnkampf: 8. Platz - Zbigniew Jaremski 400 Meter: Viertelfinale 4 × 400 Meter: 5. Platz - Michał Joachimowski Dreisprung: 7. Platz - Marek Jóźwik 110 Meter Hürden: Halbfinale - Ryszard Katus Zehnkampf: Bronze - Władysław Komar Kugelstoßen: Gold - Tadeusz Kulczycki 400 Meter Hürden: Halbfinale - Andrzej Kupczyk 800 Meter: 7. Platz - Stanisław Lubiejewski Hammerwurf: 23. Platz in der Qualifikation - Bronisław Malinowski 5000 Meter: Vorläufe 3000 Meter Hindernis: 4. Platz - Kazimierz Maranda 3000 Meter Hindernis: Vorläufe - Zenon Nowosz 100 Meter: 7. Platz 4 × 100 Meter: 6. Platz - Jan Ornoch 20 Kilometer Gehen: 7. Platz 50 Kilometer Gehen: DNF - Ryszard Skowronek Zehnkampf: Aufgabe nach 7. Disziplin - Tadeusz Ślusarski Stabhochsprung: kein gültiger Versuch im Finale - Edward Stawiarz Marathon: 40. Platz - Henryk Szordykowski 1500 Meter: Halbfinale - Stanisław Wagner 100 Meter: Viertelfinale 4 × 100 Meter: 6. Platz - Jan Werner 400 Meter: Halbfinale 4 × 400 Meter: 5. Platz - Leszek Wodzyński 110 Meter Hürden: 6. Platz - Mirosław Wodzyński 110 Meter Hürden: Halbfinale - Tadeusz Zieliński 3000 Meter Hindernis: Vorläufe | Frauen - Barbara Bakulin 4 × 100 Meter: 8. Platz - Ludwika Chewińska Kugelstoßen: 10. Platz - Helena Fliśnik 4 × 100 Meter: 8. Platz - Ewa Gryziecka Speerwurf: 7. Platz - Daniela Jaworska Speerwurf: 14. Platz in der Qualifikation - Danuta Jędrejek 4 × 100 Meter: 8. Platz - Urszula Jóźwik 4 × 100 Meter: 8. Platz - Krystyna Kacperczyk 400 Meter: Viertelfinale 4 × 400 Meter: DNF/Vorläufe - Krystyna Nadolna Diskuswurf: 15. Platz in der Qualifikation - Teresa Nowak 100 Meter Hürden: 5. Platz - Danuta Piecyk 400 Meter: Viertelfinale 4 × 400 Meter: DNF/Vorläufe - Grażyna Rabsztyn 100 Meter Hürden: 8. Platz - Elżbieta Katolik 800 Meter: Vorläufe 4 × 400 Meter: DNF/Vorläufe - Danuta Straszyńska 100 Meter Hüredn: 6. Platz - Irena Szewińska 100 Meter: Halbfinale 200 Meter: Bronze - Bożena Zientarska 400 Meter: Vorläufe 4 × 400 Meter: DNF/Vorläufe |

### Moderner Fünfkampf
Männer
- Ryszard Wach
Einzel: 13. Platz
Mannschaft: 8. Platz

- Janusz Pyciak-Peciak
Einzel: 21. Platz
Mannschaft: 8. Platz

- Stanisław Skwira
Einzel: 40. Platz
Mannschaft: 8. Platz

### Radsport
Männer
- Ryszard Szurkowski
Straßenrennen: 31. Platz
100 Kilometer Mannschaftszeitfahren: Silber

- Lucjan Lis
Straßenrennen: 36. Platz
100 Kilometer Mannschaftszeitfahren: Silber

- Stanisław Szozda
Straßenrennen: 76. Platz
100 Kilometer Mannschaftszeitfahren: Silber

- Jan Smyrak
Straßenrennen: DNF

- Edward Barcik
100 Kilometer Mannschaftszeitfahren: Silber

- Andrzej Bek
Sprint: 6. Runde
Tandemsprint: Bronze

- Benedykt Kocot
Sprint: 4. Runde
Tandemsprint: Bronze

- Janusz Kierzkowski
1000 Meter Zeitfahren: 5. Platz
4000 Meter Mannschaftsverfolgung: 4. Platz

- Mieczysław Nowicki
4000 Meter Einerverfolgung: 14. Platz in der Qualifikation
4000 Meter Mannschaftsverfolgung: 4. Platz

- Jerzy Głowacki
4000 Meter Mannschaftsverfolgung: 4. Platz

- Paweł Kaczorowski
4000 Meter Mannschaftsverfolgung: 4. Platz

- Bernard Kręczyński
4000 Meter Mannschaftsverfolgung: 4. Platz

### Reiten
- Stefan Grodzicki
Springen, Einzel: 17. Platz
Springen, Mannschaft: 12. Platz

- Marian Kozicki
Springen, Einzel: 21. Platz
Springen, Mannschaft: 12. Platz

- Jan Kowalczyk
Springen, Mannschaft: 12. Platz

- Piotr Wawryniuk
Springen, Mannschaft: 12. Platz

- Jacek Wierzchowiecki
Vielseitigkeitsreiten, Einzel: 18. Platz
Vielseitigkeitsreiten, Mannschaft: 10. Platz

- Marek Małecki
Vielseitigkeitsreiten, Einzel: 31. Platz
Vielseitigkeitsreiten, Mannschaft: 10. Platz

- Jan Skoczylas
Vielseitigkeitsreiten, Einzel: 36. Platz
Vielseitigkeitsreiten, Mannschaft: 10. Platz

- Wojciech Mickunas
Vielseitigkeitsreiten, Einzel: DNF
Vielseitigkeitsreiten, Mannschaft: 10. Platz

### Ringen
Männer
- Bernard Szczepański
Halbfliegengewicht, griechisch-römisch: 2. Runde

- Jan Michalik
Fliegengewicht, griechisch-römisch: 4. Platz

- Józef Lipień
Bantamgewicht, griechisch-römisch: 4. Runde

- Kazimierz Lipień
Federgewicht, griechisch-römisch: Bronze

- Andrzej Supron
Leichtgewicht, griechisch-römisch: 4. Runde

- Stanisław Krzesiński
Weltergewicht, griechisch-römisch: 3. Runde

- Adam Ostrowski
Mittelgewicht, griechisch-römisch: Rückzug nach 2. Runde

- Czesław Kwieciński
Halbschwergewicht, griechisch-römisch: Bronze

- Andrzej Skrzydlewski
Schwergewicht, griechisch-römisch: 4. Runde

- Edward Wojda
Superschwergewicht, griechisch-römisch: 2. Runde

- Andrzej Kudelski
Fliegengewicht, Freistil: 3. Runde

- Zbigniew Żedzicki
Bantamgewicht, Freistil: 4. Runde

- Zdzisław Stolarski
Federgewicht, Freistil: 3. Runde

- Włodzimierz Cieślak
Leichtgewicht, Freistil: 7. Platz

- Jan Wypiorczyk
Mittelgewicht, Freistil: 4. Runde

- Paweł Kurczewski
Halbschwergewicht, Freistil: 4. Runde

- Ryszard Długosz
Schwergewicht, Freistil: 6. Platz

- Stanisław Makowiecki
Superschwergewicht, Freistil: 3. Runde

### Rudern
Männer
- Roman Kowalewski & Kazimierz Lewandowski
Doppelzweier: 12. Platz

- Jerzy Broniec & Alfons Ślusarski
Zweier ohne Steuerman: 5. Platz

- Wiesław Długosz, Wojciech Repsz & Jacek Rylski
Zweier mit Steuermann: 6. Platz

- Marian Drażdżewski, Ryszard Giło, Ryszard Kubiak, Sławomir Maciejowski, Krzysztof Marek, Jan Młodzikowski, Marian Siejkowski, Grzegorz Stellak & Jerzy Ulczyński
Achter: 6. Platz

### Schießen
- Józef Zapędzki
Schnellfeuerpistole: Gold

- Zbigniew Fedyczak
Schnellfeuerpistole: 14. Platz
Freie Pistole: 23. Platz

- Rajmund Stachurski
Freie Pistole: 4. Platz

- Andrzej Sieledcow
Freies Gewehr, Dreistellungskampf: 16. Platz
Kleinkaliber, Dreistellungskampf: 6. Platz

- Eugeniusz Pędzisz
Freies Gewehr, Dreistellungskampf: 19. Platz
Kleinkaliber, Dreistellungskampf: 36. Platz

- Andrzej Trajda
Kleinkaliber, liegend: 9. Platz

- Eulalia Rolińska
Kleinkaliber, liegend: 28. Platz

- Zygmunt Bogdziewicz
Laufende Scheibe: 17. Platz

- Roman Kuzior
Laufende Scheibe: 21. Platz

- Adam Smelczyński
Trap: 11. Platz

- Grzegorz Strouhal
Trap: 35. Platz

- Artur Rogowski
Skeet: 20. Platz

- Wiesław Gawlikowski
Skeet: 39. Platz

### Schwimmen
Männer
- Zbigniew Pacelt
100 Meter Freistil: Vorläufe
200 Meter Freistil: Vorläufe
200 Meter Lagen: Vorläuf
400 Meter Lagen: Vorläuf
4 × 100 Meter Lagen: Vorläufe

- Władysław Wojtakajtis
400 Meter Freistil: Vorläufe
1500 Meter Freistil: Vorläufe

- Piotr Dłucik
100 Meter Rücken: Vorläufe
4 × 100 Meter Lagen: Vorläufe

- Cezary Śmiglak
100 Meter Brust: Vorläufe
200 Meter Brust: Vorläufe
4 × 100 Meter Lagen: Vorläufe

- Andrzej Chudziński
100 Meter Schmetterling: Vorläufe
200 Meter Schmetterling: Vorläufe
4 × 100 Meter Lagen: Vorläufe

### Segeln
- Błażej Wyszkowski
Finn-Dinghy: 24. Platz

- Tomasz Holc & Roman Rutkowski
Tempest: 12. Platz

- Zbigniew Kania & Krzysztof Szymczak
Flying Dutchman: 21. Platz

- Józef Błaszczyk, Zygfryd Perlicki & Stanisław Stefański
Solung: 8. Platz

- Aleksander Bielaczyc, Tadeusz Piotrowski & Lech Poklewski
Drachen: 20. Platz

### Turnen
| Männer - Jerzy Kruża Einzelmehrkampf: 50. Platz in der Qualifikation Mannschaftsmehrkampf: 4. Platz Boden: 48. Platz in der Qualifikation Pferd: 54. Platz in der Qualifikation Barren: 72. Platz in der Qualifikation Reck: 49. Platz in der Qualifikation Ringe: 55. Platz in der Qualifikation Seitpferd: 52. Platz in der Qualifikation - Mikołaj Kubica Einzelmehrkampf: 13. Platz in der Qualifikation Mannschaftsmehrkampf: 4. Platz Boden: 31. Platz in der Qualifikation Pferd: 6. Platz in der Qualifikation Barren: 11. Platz in der Qualifikation Reck: 26. Platz in der Qualifikation Ringe: 20. Platz in der Qualifikation Seitpferd: 11. Platz in der Qualifikation - Sylwester Kubica Einzelmehrkampf: 22. Platz Mannschaftsmehrkampf: 4. Platz Boden: 7. Platz in der Qualifikation Pferd: 23. Platz in der Qualifikation Barren: 24. Platz in der Qualifikation Reck: 50. Platz in der Qualifikation Ringe: 12. Platz in der Qualifikation Seitpferd: 17. Platz in der Qualifikation - Wilhelm Kubica Einzelmehrkampf: 20. Platz Mannschaftsmehrkampf: 4. Platz Boden: 25. Platz in der Qualifikation Pferd: 16. Platz in der Qualifikation Barren: 29. Platz in der Qualifikation Reck: 48. Platz in der Qualifikation Ringe: 33. Platz in der Qualifikation Seitpferd: 6. Platz - Mieczysław Strzałka Einzelmehrkampf: 48. Platz in der Qualifikation Mannschaftsmehrkampf: 4. Platz Boden: 53. Platz in der Qualifikation Pferd: 30. Platz in der Qualifikation Barren: 102. Platz in der Qualifikation Reck: 45. Platz in der Qualifikation Ringe: 42. Platz in der Qualifikation Seitpferd: 28. Platz in der Qualifikation - Andrzej Szajna Einzelmehrkampf: 15. Platz Mannschaftsmehrkampf: 4. Platz Boden: 9. Platz in der Qualifikation Pferd: 41. Platz in der Qualifikation Barren: 17. Platz in der Qualifikation Reck: 15. Platz in der Qualifikation Ringe: 10. Platz in der Qualifikation Seitpferd: 34. Platz in der Qualifikation | Frauen - Małgorzata Barlak-Kamasińska Einzelmehrkampf: 63. Platz in der Qualifikation Mannschaftsmehrkampf: 10. Platz Boden: 47. Platz in der Qualifikation Pferd: 69. Platz in der Qualifikation Stufenbarren: 82. Platz in der Qualifikation Schwebebalken: 50. Platz in der Qualifikation - Joanna Bartosz Einzelmehrkampf: 52. Platz in der Qualifikation Mannschaftsmehrkampf: 10. Platz Boden: 19. Platz in der Qualifikation Pferd: 65. Platz in der Qualifikation Stufenbarren: 42. Platz in der Qualifikation Schwebebalken: 91. Platz in der Qualifikation - Danuta Fidusiewicz-Prusinowska Einzelmehrkampf: 72. Platz in der Qualifikation Mannschaftsmehrkampf: 10. Platz Boden: 62. Platz in der Qualifikation Pferd: 84. Platz in der Qualifikation Stufenbarren: 87. Platz in der Qualifikation Schwebebalken: 53. Platz in der Qualifikation - Dorota Klencz Einzelmehrkampf: 80. Platz in der Qualifikation Mannschaftsmehrkampf: 10. Platz Boden: 74. Platz in der Qualifikation Pferd: 91. Platz in der Qualifikation Stufenbarren: 77. Platz in der Qualifikation Schwebebalken: 89. Platz in der Qualifikation - Danuta Lubowska Einzelmehrkampf: 84. Platz in der Qualifikation Mannschaftsmehrkampf: 10. Platz Boden: 70. Platz in der Qualifikation Pferd: 56. Platz in der Qualifikation Stufenbarren: 91. Platz in der Qualifikation Schwebebalken: 98. Platz in der Qualifikation - Łucja Matraszek-Chydzińska Einzelmehrkampf: 45. Platz in der Qualifikation Mannschaftsmehrkampf: 10. Platz Boden: 33. Platz in der Qualifikation Pferd: 37. Platz in der Qualifikation Stufenbarren: 22. Platz in der Qualifikation Schwebebalken: 91. Platz in der Qualifikation |

### Volleyball
Männer
- 9. Platz

- Kader
Zdzisław Ambroziak
Bronisław Bebel
Ryszard Bosek
Wiesław Gawłowski
Stanisław Gościniak
Stanisław Iwaniak
Marek Karbarz
Edward Skorek
Włodzimierz Stefański
Jan Such
Alojzy Świderek
Zbigniew Zarzycki

### Wasserspringen
| Männer - Jakub Puchow Turmspringen: 17. Platz in der Qualifikation | Frauen - Regina Krajnow Kunstspringen: 18. Platz in der Qualifikation Turmspringen: 17. Platz in der Qualifikation - Elżbieta Wierniuk Kunstspringen: 8. Platz Turmspringen: 11. Platz |